# マールテン・ステケレンブルフ
マールテン・ステケレンブルフ（Maarten Stekelenburg, 1982年9月22日 - ）はオランダ・北ホラント州ハールレム出身の元サッカー選手。元オランダ代表。現役時代のポジションはゴールキーパー。
ステケレンブルグやステケレンブルクと表記されることもある。

## クラブ経歴
アヤックスの下部組織出身で、2002年8月18日のユトレヒト戦でエールディヴィジデビューを飾った。その後はボグダン・ロボンツから定位置を奪い、後衛に欠くことの出来ないゴール前のディフェンスリーダーであったが、故障や不安定なプレーぶりから2008-09シーズン途中には一時ケネト・フェルメールにレギュラーを奪われた。
2011年8月2日、エミリアーノ・ヴィヴィアーノの獲得に失敗したイタリアのASローマに4年契約・632万5000ユーロ+ボーナスで移籍。背番号は息子の誕生日である24番を選択した。これによって、アヤックス時代にレギュラーを争ったロボンツと再び同僚となった。
9月17日、インテル・ミラノとの一戦でルシオと接触。その際にルシオに顔を蹴られてしまい、一時意識を失って病院に運ばれた。
初年度は正GKとしてプレーしていたがルイス・エンリケ監督が退任し、ズデネク・ゼーマンが14年ぶりに監督に復帰するとマウロ・ゴイコエチェアが優先的に起用されるようになり、ベンチを温める試合が増えた。
2013年6月5日、プレミアリーグのフラムFCに4年契約で移籍した。サンダーランドAFCとの開幕戦でデビューしたが、肩を痛めて途中交代し早々の離脱、その後も負傷を繰り返し、チームも降格となった。
2014年8月9日、ASモナコへ1年間のレンタル移籍が決定した。しかし、ダニエル・スバシッチから定位置を奪えず、退団したセルヒオ・ロメロと同様控えにとどまった。
2015年6月22日、サウサンプトンFCへ1年間の期限付き移籍。
2016年7月1日、エヴァートンFCに3年契約で移籍した。2016年10月15日のマンチェスター・シティ戦では、アグエロ、デ・ブライネの2本のPKを止めた。2016年12月19日のリヴァプール戦ではFWロベルト・フィルミーノとの一対一を止めるなど好セーブを見せていたものの、後半13分に味方のDFレイトン・ベインズとの接触によって負傷し、交代を余儀なくされた。
2017-18シーズンはジョーダン・ピックフォードが正守護神になったためリーグ戦での出場数が0に終わった。翌シーズンもピックフォードからポジションを奪えなかった。
2018-19シーズンはヨナス・レッスルの加入により第3GKになった。
2020年6月22日、アヤックス・アムステルダムに1年契約で復帰した。アンドレ・オナナの控えとしての加入のため、しばらくの間は出場機会はなかったが、2021年2月にオナナがドーピング違反により12か月間の出場停止処分を受け、以降代役として起用されるとビッグセーブを連発。チームのエールディヴィジ2連覇ならびにKNVBカップも含めた国内2冠達成に貢献した。
2021年に手術を受けて以降は出場機会を大幅に減らし、2022-23シーズン限りでの引退を表明した。

## 代表経歴
2004年9月3日、リヒテンシュタイン戦でオランダ代表デビューを果たし、3-0で完封した。マルコ・ファン・バステン監督によって2006 FIFAワールドカップ出場メンバーに招集されたが、出場機会はなかった。UEFA EURO 2008にも招集されたが、エトヴィン・ファン・デル・サールが正GKを務めたためやはり出場機会はなかった。2008年9月6日のオーストラリア戦では、44分の味方のミスパスを拾ったFWジョシュア・ケネディとの接触がファールとみなされ、レッドカードで一発退場となった。オランダ代表で退場処分を受けた初のゴールキーパーとなった。
ファン・デル・サールの代表引退後はベルト・ファン・マルワイク監督によって正GKに選ばれた。2010年5月27日、2010 FIFAワールドカップ本大会に出場するメンバーに選ばれた。グループリーグからスペインとの決勝戦までの全7試合にフル出場し、たびたびファインプレーを見せてチームの32年ぶりの決勝進出に貢献した。準決勝のウルグアイ戦で臀部をいためたが、スペイン戦にも出場し、序盤のDFセルヒオ・ラモスのヘディングシュートのセーブや、MFセスク・ファブレガスとの1対1の局面で好セーブを見せるなど、敗れはしたものの、90分で決着をつけさせなかった。
2021年、約4年振りに代表に復帰すると、UEFA EURO 2020を戦うメンバーに選出され、正GKだったヤスパー・シレッセンが新型コロナウイルスに感染し離脱したため、当初の第3GKから正GKに昇格し、グループリーグ初戦のウクライナ戦に先発出場、38歳264日でのメジャー大会出場はオランダサッカー史上最年長となる。

## 評価
2010 FIFAワールドカップではブラジル戦でカカのミドルシュートをセービングするなどファインプレーを連発し、評価は上昇している。足下の技術が高く、長身を生かしたハイボールの処理も万全と言える。長身に加えて足下のプレーが上手いことからオランダ史上最高の守護神と評されるエトヴィン・ファン・デル・サールと比較されることが多く「ファン・デル・サール2世」の異名をとる。

## 人物
彼の片耳には聴覚障害がある。
2017年にアヤックスからエヴァートンFCに移籍してきたMFディヴィ・クラーセンはチーム唯一のオランダ人であった同胞の彼に「様々なことで助けられた」などと述べた。

## 個人成績
| クラブ                | シーズン | リーグ | リーグ | カップ | カップ | リーグカップ | リーグカップ | 国際大会 | 国際大会 | その他 | その他 | 合計 | 合計 |
| クラブ                | シーズン | 出場   | 得点   | 出場   | 得点   | 出場         | 得点         | 出場     | 得点     | 出場   | 得点   | 出場 | 得点 |
| --------------------- | -------- | ------ | ------ | ------ | ------ | ------------ | ------------ | -------- | -------- | ------ | ------ | ---- | ---- |
| アヤックス            | 2002-03  | 9      | 0      | 0      | 0      | –            | –            | 3        | 0        | 1      | 0      | 13   | 0    |
| アヤックス            | 2003-04  | 10     | 0      | 0      | 0      | –            | –            | 1        | 0        | 0      | 0      | 11   | 0    |
| アヤックス            | 2004-05  | 11     | 0      | 1      | 0      | –            | –            | 4        | 0        | 1      | 0      | 17   | 0    |
| アヤックス            | 2005-06  | 27     | 0      | 4      | 0      | –            | –            | 6        | 0        | 4      | 0      | 41   | 0    |
| アヤックス            | 2006-07  | 32     | 0      | 4      | 0      | –            | –            | 9        | 0        | 5      | 0      | 50   | 0    |
| アヤックス            | 2007-08  | 31     | 0      | 1      | 0      | –            | –            | 4        | 0        | 5      | 0      | 41   | 0    |
| アヤックス            | 2008-09  | 12     | 0      | 1      | 0      | –            | –            | 2        | 0        | 0      | 0      | 15   | 0    |
| アヤックス            | 2009-10  | 33     | 0      | 7      | 0      | –            | –            | 10       | 0        | 0      | 0      | 50   | 0    |
| アヤックス            | 2010-11  | 26     | 0      | 4      | 0      | –            | –            | 13       | 0        | 1      | 0      | 43   | 0    |
| アヤックス            | 通算     | 191    | 0      | 22     | 0      | –            | –            | 52       | 0        | 17     | 0      | 282  | 0    |
| ローマ                | 2011-12  | 29     | 0      | 2      | 0      | –            | –            | 2        | 0        | –      | –      | 33   | 0    |
| ローマ                | 2012-13  | 19     | 0      | 3      | 0      | –            | –            | 0        | 0        | –      | –      | 21   | 0    |
| ローマ                | 通算     | 48     | 0      | 5      | 0      | -            | -            | 2        | 0        | -      | -      | 55   | 0    |
| フラム                | 2013-14  | 19     | 0      | 1      | 0      | 1            | 0            | 0        | 0        | –      | –      | 21   | 0    |
| フラム                | 通算     | 19     | 0      | 1      | 0      | 1            | 0            | 0        | 0        | -      | -      | 21   | 0    |
| モナコ (loan)         | 2014-15  | 1      | 0      | 4      | 0      | 3            | 0            | 0        | 0        | –      | –      | 8    | 0    |
| サウサンプトン (loan) | 2015-16  | 17     | 0      | 1      | 0      | 3            | 0            | 4        | 0        | -      | -      | 25   | 0    |
| エヴァートン          | 2016-17  | 19     | 0      | 0      | 0      | 2            | 0            | 0        | 0        | -      | -      | 21   | 0    |
| エヴァートン          | 通算     | 19     | 0      | 0      | 0      | 2            | 0            | 0        | 0        | -      | -      | 21   | 0    |
| 総通算                | 総通算   | 295    | 0      | 33     | 0      | 9            | 0            | 58       | 0        | 17     | 0      | 412  | 0    |

## 代表歴

### 出場大会
- オランダ代表
  - 2006 FIFAワールドカップ
  - 2010 FIFAワールドカップ

### 試合数
- 国際Aマッチ 63試合 0得点（2004年-2021年）[18]

| オランダ代表 | 国際Aマッチ | 国際Aマッチ |
| 年           | 出場        | 得点        |
| ------------ | ----------- | ----------- |
| 2004         | 1           | 0           |
| 2005         | 0           | 0           |
| 2006         | 2           | 0           |
| 2007         | 7           | 0           |
| 2008         | 5           | 0           |
| 2009         | 9           | 0           |
| 2010         | 15          | 0           |
| 2011         | 5           | 0           |
| 2012         | 10          | 0           |
| 2016         | 4           | 0           |
| 2017         | 0           | 0           |
| 2018         | 0           | 0           |
| 2019         | 0           | 0           |
| 2020         | 0           | 0           |
| 2021         | 5           | 0           |
| 通算         | 63          | 0           |

## タイトル

### クラブ
アヤックス・アムステルダム
- エールディヴィジ：4回 (2003-04,2010-11,2020-21, 2021-22)
- KNVBカップ：4回 (2005-06,2006-07,2009-10,2020-21)
- ヨハン・クライフ・スハール：3回 (2002,2006,2007)